# Le Dernier Été (film)
Pour les articles homonymes, voir Dernier été.
Pour plus de détails, voir Fiche technique et Distribution.
Le Dernier Été (Der letzte Sommer) est un film allemand réalisé par Harald Braun sorti en 1954, d'après le roman de Ricarda Huch.

## Synopsis
Tolemainen, le président d'un pays au nord de l'Europe, veut passer les derniers jours avant l'élection dans sa résidence secondaire dans un bois. Dans le voisinage immédiat, il y a de grandes mines, où les travailleurs vivent dans un baraquement. Ici vient Rikola, un membre connu de l'opposition au président ; il rencontre Gawan, un ami qui travaille dans la mine. Comme ils tiennent Tolemainen pour un ennemi du peuple, ils décident de s'en prendre à lui, sans prévenir le groupe. Ils préparent vite une agression. Ils coupent un arbre qui bloque le pont au-dessus du torrent. Ils se cachent et voient les voitures s'arrêter.
Avant que Rikola puisse donner le signal convenu à Gawan, il voit une jeune fille à vélo sur le pont. Il court vers le bord du pont et essaie d'arrêter la jeune fille en criant. Il l'arrête, le convoi n'a pas bougé. Craignant d'être découvert, Gawan s'enfuit. Aussitôt le pont s'écroule. Il paraît clair pour tout le monde que le fuyard est le seul auteur. Gawan trouve refuge dans une île isolée et est ravitaillé par sa sœur Anja.
Rikola est considéré comme un héros. Après un interrogatoire qui ne le confond pas, il est invité par le Président dans sa maison de campagne. Il rencontre son épouse et ses filles Katja et Jessika. Il reconnaît en Jessika la fille du pont et en tombe amoureux. Rikola abandonne ses idées politiques à sa grande surprise. Grâce à la confiance et à l'amour de Jessika, il n'a plus l'envie de tuer le président. Mais il n'est plus invité. Il délaisse donc Jessika et Tolemainen, pas comme un désespéré mais comme un hommé dépassé par l'humanité et la bonté. Gawan est découvert sur son île et abattu par la garde militaire.

## Fiche technique
- Titre français : Le Dernier Été[1]
- Titre original : Der letzte Sommer
- Réalisation : Harald Braun assisté de Franz M. Lang
- Scénario : Harald Braun, Emil Burri (de), George Hurdalek d'après le roman de Ricarda Huch
- Musique : Werner Eisbrenner
- Direction artistique : Kurt Herlth, Robert Herlth
- Costume : Charlotte Flemming
- Photographie : Werner Krien
- Son : Hans Wunschel
- Montage : Hilwa von Boro
- Production : Harald Braun
- Sociétés de production : Neue deutsche Filmgesellschaft
- Société de distribution : Bavaria-Filmkunst Verleih
- Pays de production :  Allemagne de l'Ouest
- Langue : allemand
- Format : Noir et blanc - 1,37:1 - Mono - 35 mm
- Genre : Drame
- Durée : 110 minutes
- Dates de sortie :
  - Allemagne de l'Ouest : 29 octobre 1954.
  - Autriche : 27 mars 1955.
  - France : 13 janvier 1956[1].

## Distribution
- Hardy Krüger : Rikola Valbo
- Mathias Wieman : Le président Tolemainen
- Brigitte Horney : Tatiana Tolemainen, son épouse
- Liselotte Pulver : Jessika Tolemainen
- Uta Hallant (de) : Katja Tolemainen
- René Deltgen : Gawan Massi
- Nadja Tiller : Anja, la sœur de Gawan
- Werner Hinz : Le ministre de l'Intérieur
- Paul Bildt : Vittunen, l'accordeur de pianos
- Leonard Steckel (de) : Le commissaire Berki
- Käthe Haack : Mme Lundgreen
- Rolf Henniger (de) : Le conseiller ministériel
- Peter Arens (de) : Le major
- Claus Biederstaedt : Le lieutenant
- Heidi Brühl : L'amie de Jessika
- Kurt Horwitz : L'évêque
- Nicolas Koline : Le majordome
- Alfred Menhardt (de) : Le magasinier